# Danny Care
Daniel Stuart Care (* 2. Januar 1987 in Leeds) ist ein englischer Rugby-Union-Spieler. Er spielt als Gedrängehalb für die englische Nationalmannschaft und die Harlequins. Er gilt als eines der größten Talente des Landes.

## Karriere
Care begann seine Profikarriere bei den Leeds Tykes, zu denen er vom Otley RUFC gewechselt war. In der Saison 2006/07 zog es ihn nach dem Abstieg des Vereins zu den Harlequins.
Care war Mitglied der Siebener-Rugby-Nationalmannschaft, die bei den Commonwealth Games 2006 die Silbermedaille gewinnen konnte. Im selben Jahr bestritt er auch Spiele für die U21- und U19-Auswahl, mit letzterer erreichte er bei der Weltmeisterschaft den dritten Platz. 2008 spielte er dann erstmals für die England Saxons, die Reserve der Nationalmannschaft.
Cares Debüt für die Nationalmannschaft folgte bei der Sommertour nach Neuseeland, wo er im ersten Testspiel eingewechselt wurde. Beim zweiten Aufeinandertreffen mit den All Blacks stand er erstmals in der Startformation und legte gleich einen Versuch. Im November wurde er in allen Partien in der Anfangsformation eingesetzt. Im Heineken Cup bewies er ebenfalls seine internationale Klasse und half seinem Verein, den favorisierten Club Stade Français sowohl im Auswärts- als auch im Heimspiel zu schlagen.